# Alex Rhodes
Alexis "Alex" Rhodes (ur. 1 grudnia 1984 w Alice Springs) – australijska kolarka szosowa i torowa, srebrna medalistka szosowych mistrzostw świata. Od 2012 roku zawodniczka zespołu Orica-AIS.

## Kariera
Pierwszy sukces w karierze Alex Rhodes osiągnęła w 2002 roku, kiedy zdobyła złoty medal w indywidualnym wyścigu na dochodzenie podczas torowych mistrzostw świata juniorów. W 2009 roku zdobyła złoty medal w wyścigu ze startu wspólnego i srebrny w indywidualnej jeździe na czas podczas kolarskich mistrzostw Oceanii, a była trzecia w indywidualnej jeździe na czas. W barwach zespołu Orica-AIS zdobyła ponadto srebrny medal w drużynowej jeździe na czas na szosowych mistrzostwach świata w Valkenburgu w 2012 roku. Jej najlepszym indywidualnym wynikiem na imprezie tej rangi jest trzynaste miejsce w indywidualnej jeździe na czas wywalczone na rozgrywanych w 2009 roku mistrzostwach świata w Mendrisio. Nie brała udziału w igrzyskach olimpijskich. Kilkakrotnie zdobywała medale mistrzostw kraju, zarówno w kolarstwie szosowym, jak i torowym.